# Institut Pasteur
Institut Pasteur, Pasteurinstitutet, är en fransk, icke vinstinriktad privat stiftelse som ägnar sig åt forskning i biologi, mikroorganismer, sjukdomar och vacciner. Institutet är uppkallat efter dess grundare Louis Pasteur, som 1885 lyckades utveckla ett antirabiesserum. Stiftelsen bildades 1887, och har sitt centrum i Paris. Sedan 2017 har Stewart Cole fungerat som institutets direktör. Han återvaldes till posten igen år 2021.
Under sin mer än hundraåriga historia har institutet varit framgångsrikt med att upptäcka nya sjukdomar, framför allt infektioner. Det var här som HIV-viruset upptäcktes, och här har vaccin och mediciner mot till exempel difteri, tuberkulos, influensa, gula febern och pest tagits fram.
Vid institutets lokaler i Paris finns även Pasteurmuseet och Louis Pasteurs och hans frus gravkapell.
År 2018 var institutets budget 289,1 miljoner euro. Statliga bidrag utgör 17,9 % av budgeten, privata donationer 31 % och resten, 51,1 %, kommer från forskningsavtal, royalty, försäljningen. Institutet anställer cirka 2500 människor.
Instituten har också försökt utveckla ett vaccin mot covid-19. I hösten 2021 började institutet även testa läkemedlet clofoctol, för att se om patienter som redan fått covid skyddas mot svår sjukdom. Institutets regionala aktörer har spelat en viktig roll under pandemin i bland annat Kambodja och Senegal.
Tio forskare vid institutet har genom åren tilldelats Nobelpriset i medicin:
- Alphonse Laveran
- Ilja Metjnikov
- Jules Bordet
- Charles Nicolle
- Daniel Bovet
- François Jacob
- Jacques Monod
- André Lwoff
- Luc Montagnier
- Françoise Barré-Sinoussi